# Scipion
El Scipion (también Le Scipion) fue un navío de línea francés de 74 cañones de la clase Téméraire. Bautizado en un principio con el nombre de Orient fue renombrado como Scipion, en homenaje al general romano Escipión el Africano. Botado en Tolón en 1801, participó en las batallas del Cabo Finisterre y en Trafalgar, de la que consiguió escapar solo para ser más tarde capturado por los británicos en la batalla del Cabo Ortegal. El buque fue puesto en servicio por los británicos con el mismo nombre hasta su final de servicio, desguazado, en 1819. Como buque de la Royal Navy participó en el Bloqueo de Tolón de 1813.

## Construcción y botadura
Fue promovido por un contrato del 22 de mayo de 1798 entre el Gobierno francés y la sociedad mercantil de los hermanos Crucy de Nantes. Fue construido en Lorient entre 1798 y 1801 bajo el diseño de un Clase Téméraire. Con los planos todavía sobre la mesa, el boceto dejaba a la vista que su primer nombre fuera el Orient, que más tarde se le cambiaría por el nombre del ilustre general romano Escipión el Africano. Fue botado en 1801 y efectuó su primera campaña a Santo Domingo durante la paz de Amiens. Fue asignado a la flota francesa del Mediterráneo, dirigida por el almirante Corentin Urbain Leissègues.

## Al servicio de la Marina francesa
En 1805 formó parte de la flota francesa al mando del almirante Villeneuve. El 22 de julio participó en la batalla del Cabo Finisterre, y cinco meses más tarde combatió en la decisiva batalla del Cabo Trafalgar, donde estuvo mandada por el comandante Charles Berrenger, sirviendo en la escuadra que mandaba Pierre-Étienne-René-Marie Dumanoir contra los buques británicos.
El Scipion formó a vanguardia junto al Formidable, Duguay-Trouin, Mont-Blanc, Intrépide y Neptune. Durante el ataque, las seis naves se posicionaron a sotavento y apenas entraron en el conflicto. Con todo en contra, Dumanoir desobedeció las órdenes de su superior, Pierre Charles Silvestre de Villeneuve, para regresar a la batalla y mandó a retirada, intercambiando apenas unos cuantos disparos en la misma.
El navío recorrió la costa portuguesa hasta llegar a Galicia, donde el 4 de noviembre de 1805, en la batalla del cabo Ortegal, una escuadra dirigida por el almirante británico Sir Richard Strachan lo apresó.
Capturado junto al Mont-Blanc, el Formidable y el Duguay-Trouin, fue llevado al Reino Unido y comisionado por la Marina Real Británica, mientras que su tripulación fue transferida a campamentos de prisioneros.

## Al servicio de la Marina británica
Tras su captura, pasó a englosar las filas de la Royal Navy con el mismo nombre que ingresó en la Marina francesa. Fue llevado al puerto de Plymouth, donde estuvo casi dos años faenado a espera de unas reparaciones que no llegarían hasta junio de 1808. Desde ese mes hasta noviembre de 1809 se llevaron diversas tareas de restauración del HMS Scipion para ser asignado bajo el mando del capitán Charles Phillips Butler Bateman para misiones de vigilancia en el Canal de la Mancha.
Posteriormente, en 1810, el HMS Scipion se convertiría en el buque insignia de su siguiente almirante al mando, Robert Stopford, quien la haría navegar vigilando las rutas del Golfo de Vizcaya.
El 8 de octubre de ese año el navío dobló el Cabo de Buena Esperanza y se dirigió hacia las Indias. En 1811, con el capitán James Johnson comandando el barco, la expedición de Stopford se aventuró junto a otros tres navíos de línea, treinta fragatas, siete balandros y ocho cruceros a capturar la isla de Java el 18 de septiembre de 1811.
Finalmente, con el capitán Henry Heathcote al mando del HMS Scipion, se aventuró en el Mediterráneo el 20 de julio de 1812 para participar en el bloqueo al puerto de Tolón. Así mismo, participó en el combate con una expedición francesa el 5 de noviembre de 1813, del que salió vencedor siendo, nuevamente, uno de los barcos principales para la flota británica que dirigía el almirante Edward Pellew. 
El navío regresó al puerto de Portsmouth donde fue vendido en 1814 tras cinco años de servicios a la Marina Real. Después de algunas reparaciones, el barco no aguantó las mismas y se agrietó. En enero de 1819 se decidió su desguace.